# جون أو. ميريل
جون أو. ميريل (بالإنجليزية: John Merrill) هو مهندس معماري أمريكي، ولد في 1896 في سانت بول في الولايات المتحدة، وتوفي في 1975 في كولورادو سبرينغس في الولايات المتحدة.